# Matteo Marzi
Matteo Marzi detto Mattiaccio o Mattio (San Regolo, 26 luglio 1772 – Siena, 31 maggio 1808) è stato un fantino italiano.
È anche noto con il nome di battesimo Mattia.

## Carriera
Matteo Marzi fu un fantino del Palio di Siena tra il XVIII ed il XIX secolo. Egli svolgeva tuttavia regolarmente l'attività di macellaio.
A Siena esordì nel 1789 e vinse dal 1793 al 1807, anno precedente alla sua morte. Corse in tredici contrade diverse un totale di ventitré palii, vincendo sette volte.
Rimase nella storia la sua inadempienza all'accordo stipulato con la Contrada della Tartuca, la quale lo aveva ingaggiato per correre il Palio del 2 luglio 1802. Dopo essersi già impegnato a correre per la Tartuca, fu allettato dalla proposta del capitano della Pantera, che lo avrebbe pagato di più per correre nella sua contrada. Decise di lasciare la Tartuca, avendo però già intascato una parte della ricompensa della contrada. Il capitano tartuchino ricorse al giudice, che stabilì, nonostante le proteste del capitano della Pantera, che Mattiaccio non avrebbe corso in nessuna delle due contrade, e avrebbe dovuto restituire l'anticipo del compenso ad entrambe. La sorte volle che proprio la Contrada della Tartuca vincesse in seguito la corsa.

## Presenze al Palio di Siena
Le vittorie sono evidenziate ed indicate in neretto.
| Palio            | Contrada     | Cavallo                   | Note   |
| ---------------- | ------------ | ------------------------- | ------ |
| 2 luglio 1789    | Selva        | Baio del Gigli            |        |
| 18 agosto 1789   | Selva        | Baio del Petrini          |        |
| 2 luglio 1790    | Civetta      | Baio del Bruttini         |        |
| 16 agosto 1790   | Oca          | Baio del Grilli           |        |
| 17 aprile 1791   | Chiocciola   | Baio del Batazzi          | scosso |
| 2 luglio 1791    | Lupa         | Baio del Nepi             |        |
| 16 agosto 1791   | Pantera      | Baio del Nepi             |        |
| 2 luglio 1792    | Civetta      | Morello del Ricci         |        |
| 16 agosto 1792   | Chiocciola   | Baio del Ricci            |        |
| 2 luglio 1793    | Istrice      | Falbo sfacciato del Gigli |        |
| 16 agosto 1973   | Selva        | Falbo sfacciato del Gigli |        |
| 3 luglio 1794    | Giraffa      | Baio chiaro del Gigli     |        |
| 17 agosto 1794   | Aquila       | Morello del Volpi         |        |
| 16 agosto 1799   | Nicchio      | Baio scuro del Mugnaini   |        |
| 16 agosto 1802   | Onda         | Novano                    |        |
| 8 settembre 1803 | Pantera      | Stornello del Pasquini    |        |
| 2 luglio 1804    | Valdimontone | Baio scuro del Martini    |        |
| 16 agosto 1804   | Bruco        | Roano del Martini         |        |
| 20 agosto 1804   | Civetta      | Morello del Faiticher     |        |
| 2 luglio 1805    | Lupa         | Baio del Garuglieri       |        |
| 16 agosto 1805   | Bruco        | Baio del Righi            |        |
| 3 luglio 1807    | Selva        | Baio del Manetti          |        |
| 16 agosto 1807   | Giraffa      | Baio chiaro del Manetti   |        |